# Butte Evans
Pour les articles homonymes, voir Evans.
La butte Evans est le point culminant de la chaîne Tapley, à 2 570 mètres d'altitude, dans la chaîne de la Reine-Maud, dans la chaîne Transantarctique.
Elle est nommée par l'Advisory Committee on Antarctic Names en l'honneur du lieutenant Eldon L. Evans, de l'US Navy, officier médical de l'équipe hivernale à la station Byrd en 1962.